# Slovenski godalni kvartet
Slovenski godalni kvartet je bil godalni kvartet, ki je deloval v obdobju od leta 1968 do osemdesetih let dvajsetega stoletja. Osnoval ga je violinist Slavko Zimšek, ki je izvajal part 1. violine, ostali člani so bili Karel Žužek (2. violina), Franc Avsenek (viola) in Janko Kichl. Na mestu violončelista sta se izmenjala še Edi Majaron in kasneje Stanislav Demšar. 